# Liberté de la presse en France

La liberté de la presse, caricature de Johann Michael Voltz, 1819.

La liberté de la presse est l'un des principes fondamentaux des systèmes démocratiques qui repose sur la liberté d'opinion et la liberté d'expression.
Ainsi, l'article 11 de la Déclaration française des droits de l'homme et du citoyen de 1789 dispose : « La libre communication des pensées et des opinions est un des droits les plus précieux de l'Homme : tout Citoyen peut donc parler, écrire, imprimer librement, sauf à répondre à l'abus de cette liberté dans les cas déterminés par la Loi ». L'article 19 de la Déclaration universelle des droits de l'homme protège également la liberté de la presse puisque « tout individu a droit à la liberté d'opinion et d'expression, ce qui implique le droit de ne pas être inquiété pour ses opinions et celui de chercher, de recevoir et de répandre, sans considérations de frontières, les informations et les idées par quelque moyen d'expression que ce soit ».

## Histoire de la liberté de la presse en France

### L'ancien régime et la Révolution
En Grande-Bretagne, le Licensing Act de 1662 qui restreint la liberté de la presse n'est pas renouvelé lors de la Glorieuse Révolution britannique en 1695.
Au tout début de la Révolution française, le roi Louis XVI se montre favorable à la liberté de la presse lors de la Séance royale du 23 juin 1789 des états-généraux. L'article 11 de la Déclaration française des droits de l'homme et du citoyen du 26 août 1789 a pour conséquence la parution de centaines de journaux pendant les trois premières années de la Révolution française (500 périodiques en France dont 330 à Paris). La presse libre ou subventionnée s'autocensure sous la Terreur et disparaît sous le Directoire lorsqu'est votée la loi du 28 germinal an IV (17 avril 1796). Après le coup d'État du 18 fructidor an V en 1797, un arrêté directorial la place sous l'autorité de la police.
Sous le Consulat et le Premier Empire, cette liberté est étouffée. Ainsi en 1811, quatre journaux surveillés paraissent à Paris tandis qu'en province, un seul journal est autorisé par département. Elle connaît une fluctuation sous la Restauration (charte constitutionnelle du 4 juin 1814, lois de Serre de 1819) et est rétablie lors des Trois Glorieuses. Sous la monarchie de Juillet, le Ministre de l'Intérieur Adolphe Thiers prépare les lois promulguées en septembre 1835 et qui censurent la presse pour limiter la propagande républicaine. La Loi sur la presse du 9 septembre 1835, considérée par les historiens comme une atteinte importante à la Liberté de la presse, vise à empêcher les discussions sur le roi, la dynastie, la monarchie constitutionnelle. Sont désormais passibles de très lourdes peines l'adhésion publique à toute autre forme de gouvernement, et le cautionnement exigé des gérants de journaux et écrits périodiques est fixé à un niveau très élevé.

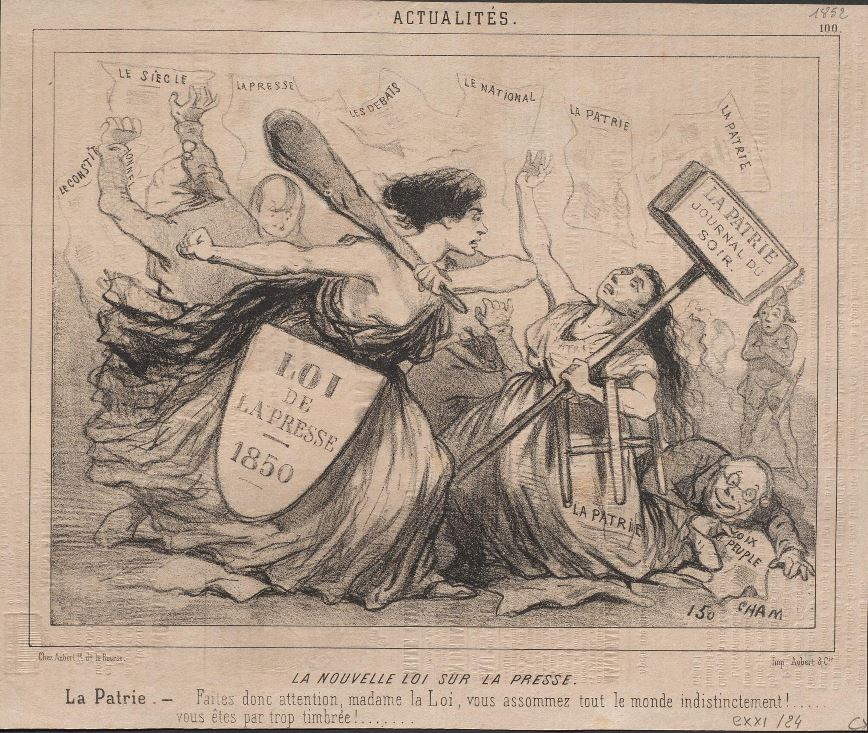
Caricature relative à la loi sur la presse de 1850 par Cham (1819-1879), publiée par le journal satirique Le Charivari (3 avril 1850)

Sous la Deuxième République, les lois du 11 août 1848, du 27 juillet 1849 et du 16 juillet 1850 réduisent la liberté de la presse. La presse reste sous étroite surveillance sous le Second Empire[réf. nécessaire].
Ainsi, jusqu'à l'avènement de la Troisième République, tous les régimes, même quand ils proclament la liberté d'expression, cherchent à mettre la presse en tutelle par des dispositions d'ordre fiscal, financier, administratif, législatif ou judiciaire. Les gouvernements successifs oscillent entre indulgence et sévérité, soumettant la presse à un régime préventif (autorisation préalable, déclaration obligatoire, droit de timbre, dépôt d'un cautionnement, censure) ou répressif[réf. nécessaire].

### Loi de 1881 sur la liberté de la presse
La Troisième République consacre la liberté de la presse avec la loi du 29 juillet 1881 qui connaît son âge d'or à cette période. Le régime de Vichy dénature cette loi,.

### Situation générale
La jurisprudence de la Loi sur la liberté de la presse du 29 juillet 1881 retient parmi les termes juridiques le principe de bonne foi journalistique, à condition de réunir quatre critères, dont la qualité de l'enquête et l'absence d'animosité personnelle. [réf. nécessaire]
Elle condamne systématiquement le directeur de publication lorsque la faiblesse de l'enquête, et donc des moyens accordés aux journalistes, est la cause de la diffamation[réf. nécessaire].
Les journalistes ne sont pas contrôlés par une instance propre à leur profession, qui pourrait édicter des règles et leur infliger des sanctions, en cas de faute. Le code du travail, avec la loi Cressard leur accorde cependant des droits protecteurs tandis qu'une partie de la déontologie est reprise dans la convention collective nationale de travail des journalistes, les syndicats de journalistes réclamant l'annexion de la charte de Munich dans sa version entière.[réf. nécessaire]
Le journaliste choisit librement d'accepter le code moral qui fixe les droits mais surtout les devoirs, appelée aussi charte de Munich, et qui s'inscrit dans les contraintes d'une très relative indépendance des rédactions. Le directeur de publication a en effet tout pouvoir pour modifier les articles. La Charte de Munich, rédigée en 1971, qui fixe à la profession dix devoirs fondamentaux et cinq droits, a été signée par les principaux syndicats de journalistes français.
La liberté des médias français est apparue aux yeux de certains observateurs réduite depuis l'accession au pouvoir présidentiel de Nicolas Sarkozy (en mai 2007). La Télévision suisse romande a diffusé en juin 2009 un documentaire traitant du pouvoir de Nicolas Sarkozy sur les médias français, usant de la peur et de sanctions pour les contrôler.
Un projet de réforme de cette charte, d'origine gouvernementale et mené par un groupe de dix sages, a suscité des réactions nombreuses sur Internet à l'automne 2009.
Depuis le 7 septembre 2011 en France, la liberté de la presse est reconnue et étendue aux « blogueurs » par la jurisprudence à la suite du procès Antoine Bardet, alias « Fansolo ». Après sa défaite en première instance contre Serge Grouard, maire UMP d'Orléans, confirmée en appel, la Cour de cassation lui donne raison au regard de la loi du 29 juillet 1881 relative à la liberté de la presse. Cette décision est une reconnaissance à l'ensemble des blogueurs la protection de ladite loi généralement réservée aux seuls médias traditionnels.
Les inquiétudes pour la liberté de la presse en France sont reflétées par le classement annuel établi par l'association Reporters sans frontières. Celle-ci a classé la France 38e en 2011, 45e dans son classement 2016, contre 35e en 2008 et 31e en 2007. Le mauvais classement de la France s'explique notamment par les différentes lois présentées dans le cadre de la lutte contre le terrorisme par le gouvernement Valls et par le manque d'indépendance des médias, ceux-ci étant caractérisés par « une très forte relation entre les puissances industrielles et les propriétaires des médias, qui sont souvent les mêmes ». Outre la concentration des médias aux mains d'acteurs financiers, la position de la France s'explique également par les « exactions » subies par les professionnels du secteur tel l'attentat contre Charlie Hebdo survenu en janvier 2015.
Le projet de loi relative au renseignement est étudié dès mars 2015 pour prévenir la menace terroriste à la suite des attentats de janvier 2015. Entrée en vigueur le 2 octobre 2015, cette loi est qualifiée par ses détracteurs de liberticide, et a été déférée par 200 journalistes de la presse judiciaire à la Commission européenne des droits de l'homme.
En septembre 2019, l'historien de la presse Alexis Lévrier indique qu'« il est objectivement plus difficile d’exercer le métier de journaliste depuis l’élection d’Emmanuel Macron ». Les atteintes à la liberté de la presse se sont notamment manifestées avec la perquisition des locaux du journal Mediapart et la convocation de plusieurs journalistes accusés d'avoir divulgué des informations ayant trait aux ventes d'armes françaises à l'Arabie saoudite.
Du 17 au 20 novembre 2020, l'Assemblée nationale examine la proposition de loi relative à la sécurité globale, soutenue par le gouvernement. D'après Greenpeace, si une telle loi entrait en vigueur en l’état, elle constituerait une grave atteinte au droit à l’information, au respect de la vie privée, et à la liberté de réunion pacifique, trois conditions pourtant essentielles au droit à la liberté d’expression. Dans une tribune, nombre de journalistes et médias rappellent que « la possibilité de filmer et diffuser des images des forces de l’ordre est essentielle à l’État de droit », et que la liberté de la presse est un contre-pouvoir essentiel de la démocratie. Selon Amnesty International, cette proposition de loi conduirait la France à ne pas être en conformité avec ses engagements internationaux en matière de droits humains.

## Budgets publicitaires du secteur public
Une sorte d'omerta entourerait la question cruciale des budgets publicitaires du secteur public car il n'existe aucune étude, aucun chiffrage, ni aucune prise de parole des responsables et commentateurs sur ce sujet alors que les rédacteurs de cet Article ont soulevé clairement l'importance « des pressions financières sur la rédaction » parmi les causes principales des atteintes à la liberté de la presse. De façon officieuse cet investissement a été évalué par Marc Chernet, expert-comptable, à 2,36 milliards d'euros en 2013 en se fondant sur la liste des budgets des 100 premiers annonceurs publiée par le site de l'hebdomadaire Stratégies.

## Modèle économique et dépendance de l'Etat et des grands groupes industriels et financiers
L'implication du gouvernement et de grands groupes industriels, parfois avec des liens politiques, dans certaines organisations de presse soulève parfois des questions quant à la capacité de la presse française à rester réellement indépendante et sans restriction. Parmi les exemples, citons :
- l'Agence France-Presse (AFP), une agence de presse active au niveau international et utilisée par les médias du monde entier, est une entreprise publique nominalement indépendante du gouvernement, mais qui tire une grande partie de ses revenus de ses ventes au gouvernement ;
- Radio France Internationale (RFI) est financée par le ministre des Affaires étrangères et est parfois critiquée pour sa couverture des anciennes colonies françaises.
- Serge Dassault, homme d'affaires impliqué dans les avions de guerre, et donc dans les marchés publics, (voir Dassault Aviation) et sénateur du parti UMP, possède des journaux, dont Le Figaro ; il a indiqué de manière célèbre qu'il souhaitait que ses journaux ne reflètent que des "idées saines" et que les idées de gauche étaient malsaines ;[36]
- le groupe Bouygues, grand opérateur de travaux publics et donc de marchés publics, possède la chaîne de télévision TF1, qui a la plus grande audience.

En outre, la plupart de la presse dépend de la publicité pour générer des revenus ; la question de l'indépendance vis-à-vis des annonceurs est une question constante et controversée.
Quelques titres ne dépendent financièrement que de leurs lecteurs, notamment Charlie Hebdo et Le Canard enchaîné sans publicité.

## Alertes

### Reporters sans frontières
Le Système B, un documentaire français, créée par l'ONG Reporters sans frontières et diffusé en septembre 2021 octobre 2021, fut très médiatisé car il a appelé « l'État, le CSA, l'Autorité de la concurrence et le législateur à intervenir » et dénoncé des « pratiques représentent un véritable danger pour la liberté de la presse, mais aussi pour la démocratie ». Le Système B a alerté contre la censure répétée d'enquêtes dans différents médias du groupe industriel et de services de Vincent Bolloré,,,,,,,, mais visant aussi d'autres médias, par un usage massif des poursuites judiciaires, afin de décourager au maximum les enquêtes sur « ses activités africaines », qui « représentent un tiers du chiffre d'affaires » du groupe Bolloré.
Alors que le journalisme d'investigation Jean-Baptiste Rivoire témoignait précisément sur ces procédures abusives de Vincent Bolloré, dans ce documentaire, il fait l'objet d'une procédure diligentée par une filiale du groupe du même Vincent Bolloré, a souligné Christophe Deloire, directeur général de Reporters sans frontières, qui a qualifié cette procédure de « tout à fait ironique », auprès de l'Agence France-Presse. « Un immeuble nous est tombé sur la tête » a de son côté déclaré Jean-Baptiste Rivoire, rappelant les conséquences financières de telles procédures. Ses avocats ont dénoncé une « procédure abusive » et « une clause bâillon »
Vincent Bolloré reproche à Jean-Baptiste Rivoire dans cette procédure ses propos tenus dans ce documentaire "Le Système B", dans lequel il était appelé comme témoin au même titre que dix autres journalistes français,,. Il y avait dénoncé la "brutalité" de la gestion de Vincent Bolloré en mentionnant que dans les sociétés de média de Bolloré : « il n'est pas question que qui ce soit résiste aux oukases de l'actionnaire, surtout pas en matière d'information parce que l'information est stratégique pour lui et il veut en faire exactement ce qu'il veut. Les journalistes sont de petits soldats ».

### Télérama
En décembre 2024, le magazine Télérama s'inquiète en ces termes : « Les mandats d'Emmanuel Macron auront été marqués par une offensive inédite contre la presse libre. La possible mise en examen de la coautrice d'une enquête sur les liens entre la France et la dictature égyptienne en est un exemple spectaculaire », faisant référence au cas d'Ariane Lavrilleux, menacée de poursuites après son travail d'investigation dans le cadre de l'opération Sirli.